# Succéschottis
Succéschottis eller Världens längsta schottis, är en sång skriven av Göran Arnberg och Magnus Fermin. Den spelades ursprungligen in av For Meget Productions. Textmässigt skildrar sången en internationell dans som går runt hela Jorden, med referenser till olika geografiska namn, från Washington till Blekinge.
Lotta Engberg spelade in sången på sitt debutalbum "Fyra Bugg & en Coca Cola" från 1987. och hennes inspelning testades på Svensktoppen, där den låg i tio veckor under perioden 14 juni–1 november 1987, med tredjeplats som högsta placering.
Cowboybengts spelade sedan in sången på sitt grammisbelönade album "Vi är Cowboybengts" från 2001.
Lotta Engberg medverkade även på denna version, genom ett (från hennes inspelning) samplat "-Hej!" i början av låten. Succéschottis finns i ytterligare några versioner, bland annat med text på norska med titeln "Østerdalssvingom", då med referenser till andra geografiska platser, som bland annat spelats in av det norska dansbandet Scandinavia.